# A Marca

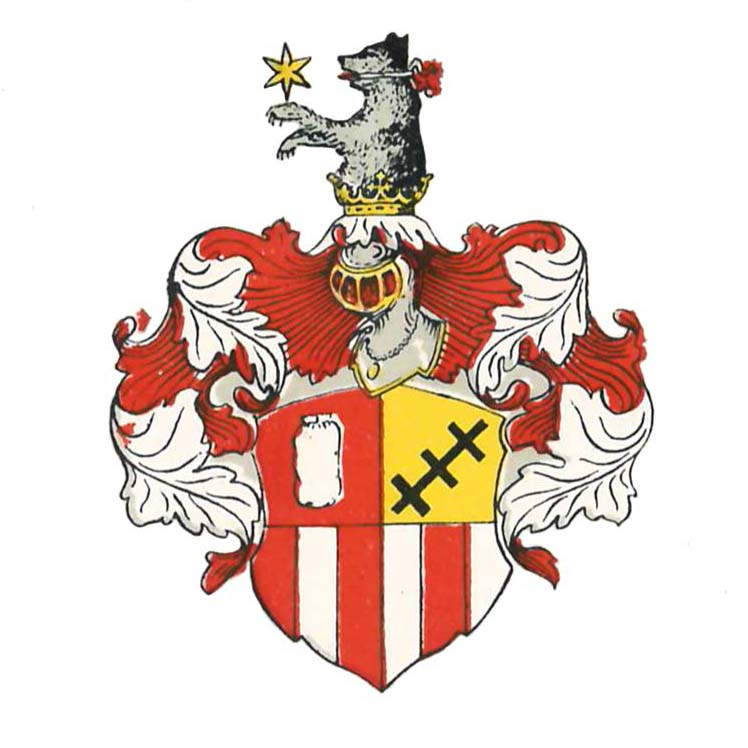
Wappen der Familie a Marca

a Marca ist eine Schweizer Patrizierfamilie und Häuptergeschlecht der III Bünde. Sie stammt aus Mesocco im Misox im Kanton Graubünden.

## Geschichte
Die Familie wird 1365 erstmals urkundlich erwähnt mit Horichus dictus Marcha. 1395 wird Henrichus dictus Marcha als Richter in einem Urteilsspruch genannt und in der ersten Hälfte des 15. Jahrhunderts tritt Nicola Marcha († vor 1450) als kaiserlicher Notar  hervor.

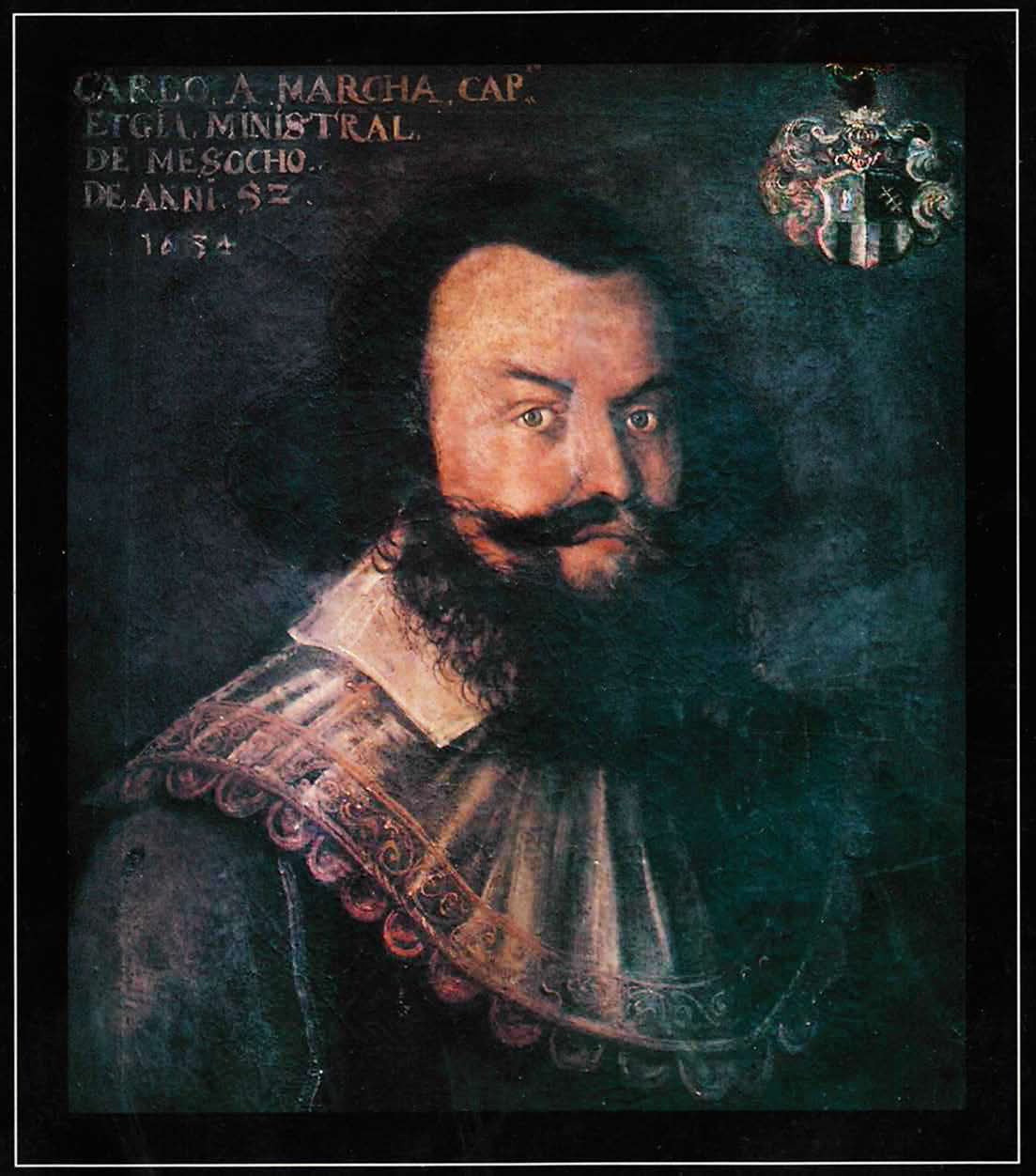
Carlo a Marca (1583–1640), Hauptmann im Dienste Venedigs und Frankreichs; Ministrale von Mesocco; verheiratet mit Anna a Planta, Schwester des Tommaso a Planta.

In einer ununterbrochenen Linie der folgenden Jahrhunderte amten Vertreter der Familie als Landammänner und Ministerialen des Misox. Nach dem Anschluss an den Grauen Bund wirken sie in den veltlinischen Landesämtern als Regierungsbeauftragte in Chiavenna und als Podestaten in Plurs, Tirano, Teglio, Traona und Morbegno und bekleiden auch mehrmals die höchste Charge im Veltlin, das Amt des Landeshauptmanns oder Governatore.
In einer langen Reihe von Offizieren stehen die a Marcas ab Ende des 15. Jahrhunderts im Dienste Venedigs, des Königs von Frankreich und den Gesandtschaften des Papstes. Sie sind auch Geistliche, Bankiers, Kaufleute, Baumeister, Apotheker und Ärzte.
Weitere Glieder der Familie amtieren als Landrichter des Grauen Bundes und ab 1803 als Mitglieder der Bündner Regierung und Richter in den höchsten kantonalen Instanzen. 1806 präsidiert Clemente Maria a Marca (1764–1819) den Bündner Grossen Rat, ist 1806 und 1817 Mitglied des Kleinen Rats sowie 1817 und 1819 Richter und Präsident des Appellationsgerichts. 1849 gehört Giuseppe a Marca (1799–1866) zu den ersten Bündner Ständeräten.
Die Besitzungen der Familie erstreckten sich über das ganze Tal und noch heute befinden sich Patrizierhäuser in ihrem Besitz.

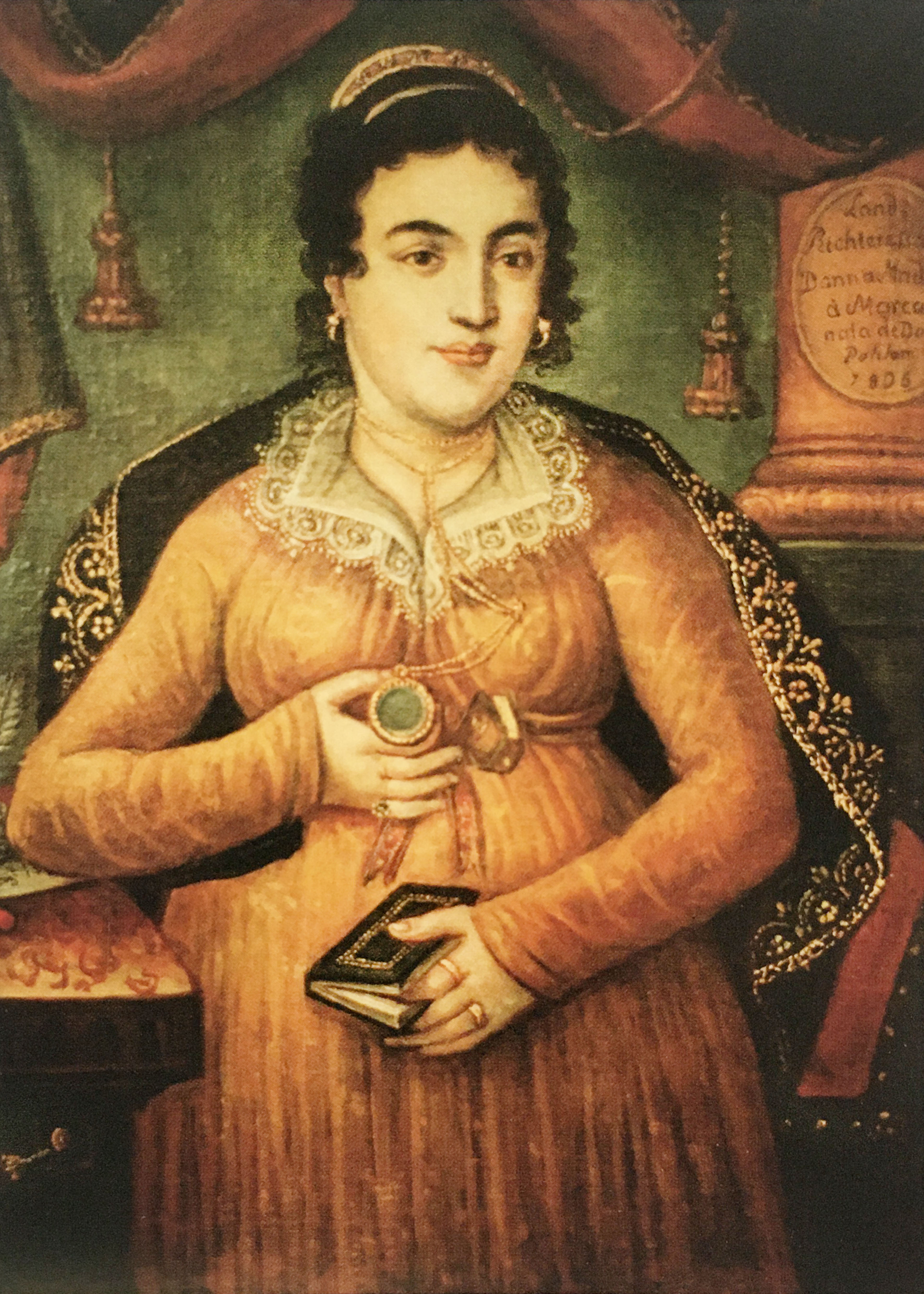
Maria Magdalena a Marca (1778–1816), Tochter des Brigadier Peter Conradin von Donatz und der Baronesse Louise de Saint-Sixt à la Roche, Ahnfrau der Linie a Marca de Donatz

Durch Heirat war das Geschlecht mit den einflussreichsten Familien des Misox und darüber hinaus verbunden. Aus der Verbindung 1797 des Landrichters Giovanni Antonio a Marca (1769–1859) mit Maria Magdalena a Marca (1778–1816), geborene de Donatz Pohlom, entsprang die bis heute bestehende Linie a Marca de Donatz.

## Wappen
Der Wappenschild geteilt und halbgespalten, Feld 1 von Rot ein silberner Sack, Feld 2 von Gold schräglinks ein gezinnter Balken, Feld 3 fünfmal gespalten von Rot und Silber.
Auf dem Helm mit silberroten Decken ein aus einer Krone wachsender, schwarzer, rotgezungter Bär, geknebelt mit einem silberroten Band und auf der Tatze einen goldenen Stern haltend.

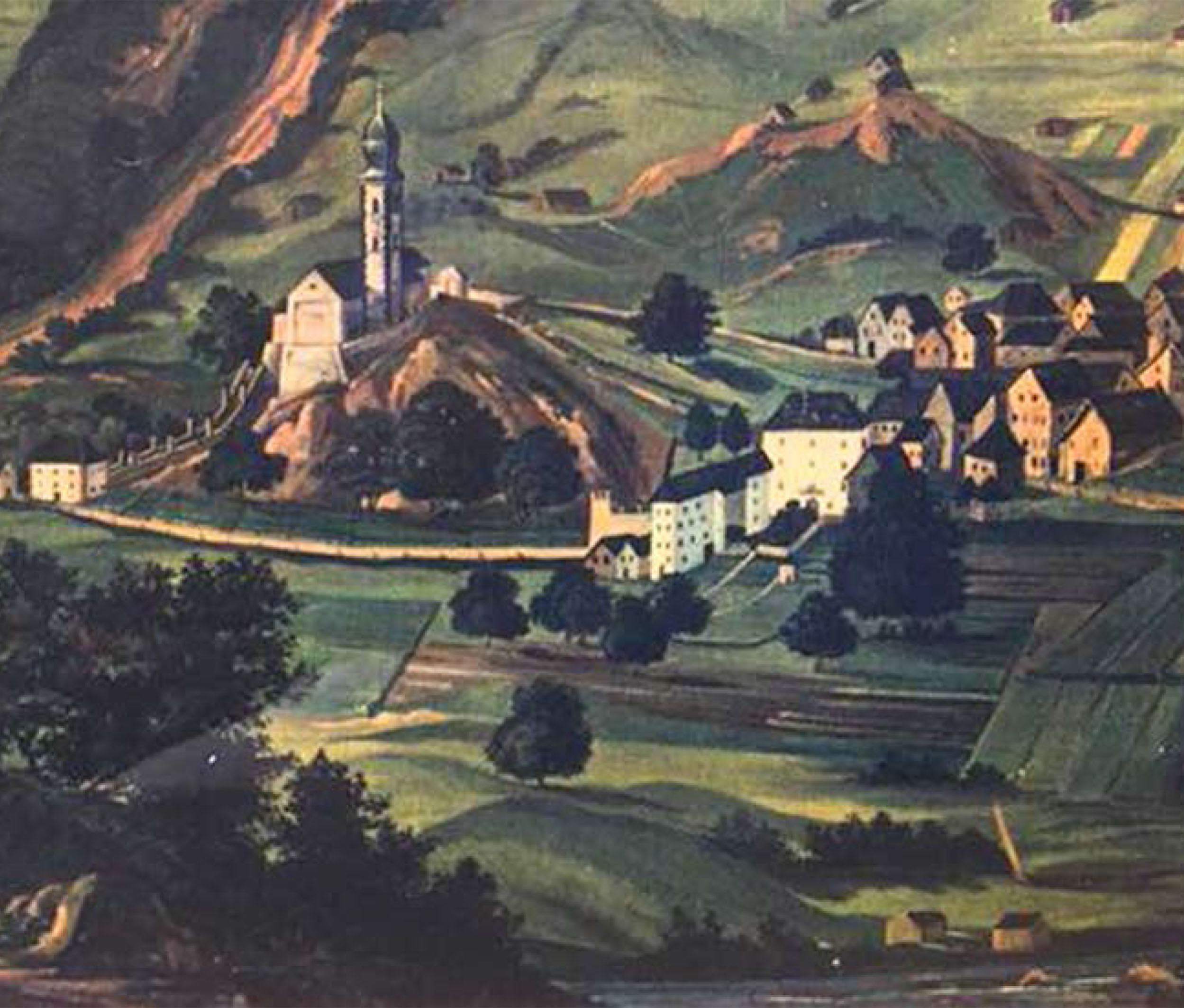
Am Fusse der Kirche SS Pietro e Paolo in Mesocco zwei Palazzi der Familie, das "Obere" und das "Untere" a Marca Haus, in einer Darstellung von F.G. Toscano del Banner 1842

Oberwappen und obere Hälfte des Schilds entstammen den Wappen der von Sax-Misox (de Sacco) – Belmont und verweisen auf die enge Beziehung zu diesen uradligen Geschlechtern, aus deren Schoss, nach der Überlieferung, die Familie a Marca als natürliche Linie hervorgegangen ist.

## Archiv
- Die Familie verfügt über eines der umfangreichsten Privatarchive des Alpenraumes. Es wurde 1991 in die Stiftung Fondazione Archivio a Marca[13] überführt.